# Premio Mignosi
Il Premio letterario internazionale Pietro Mignosi è stato istituito da un gruppo di intellettuali siciliani in onore del filosofo, critico letterario e scrittore Pietro Mignosi.
Il Premio, giunto alla dodicesima edizione, è a cadenza biennale ed è articolato in diverse sezioni, fra cui le principali sono poesia, narrativa e saggistica e si svolge a Palermo. I riconoscimenti vengono assegnati da una giuria, composta da scrittori e giornalisti. 
Negli anni, il Premio è stato conferito a diversi autori di saggi e romanzi, poeti e critici: fra questi Roberto Alajmo, Giulia Sommariva, Marcello Veneziani, Marco Malvaldi, Alberto Samonà,  Massimo Maugeri, Natale Tedesco, Giovanni Pepi, Roberto Deidier, Cristina Cassar Scalia, Giovanni Ruffino.